# Diário do Pará
O Diário do Pará é um jornal diário impresso em Belém do Pará desde 1982, pertencente ao Grupo RBA de Comunicação, de propriedade do político local Jader Barbalho.

## História
A primeira edição do jornal Diário do Pará circulou na capital Belém em 22 de agosto 1982, com uma entrevista do desembargador Nelson Amorim, então presidente do Tribunal Regional Eleitoral (TRE), ao repórter Francisco Alencar. Idealizado e fundado pelo jornalista Laércio Wilson Barbalho, o periódico foi lançado para respaldar a candidatura de seu filho, Jader Barbalho, ao Governo do Pará, além de funcionar como um instrumento do PMDB contra a ditadura militar brasileira.
Inicialmente, o Diário do Pará surgiu como um jornal sem tecnologia, impresso em máquinas de linotipo que vieram de São Paulo, através do método de impressão a quente, também conhecido como chumbão. Após 17 meses e 418 edições, em 1984 o sistema foi desativado e o periódico passou ao sistema offset, na qual foi pioneiro e ajudou a modernizar o mercado. Com quase 40 anos de circulação, atualmente, o Diário do Pará é um dos principais jornais do estado, junto com O Liberal.
Em maio de 2004, Laércio Barbalho veio a falecer e, em 2006, seu neto, Jader Barbalho Filho, assumiu como diretor-presidente do jornal. Desde então, o periódico se consolidou como líder de mercado de jornais impressos no Pará e vem ganhando reconhecimento nacional e internacional. Além disso, em 2010 o Diário do Pará alcançou a marca de 1 milhão de leitores, de acordo com pesquisa do IBOPE.

## Prêmios

### Prêmio Vladimir Herzog
| Prêmio Vladimir Herzog de Jornal | Prêmio Vladimir Herzog de Jornal     | Prêmio Vladimir Herzog de Jornal                            | Prêmio Vladimir Herzog de Jornal |
| Ano                              | Obra                                 | Autor                                                       | Resultado                        |
| -------------------------------- | ------------------------------------ | ----------------------------------------------------------- | -------------------------------- |
| 2013                             | "Os Suruí e a Guerrilha do Araguaia" | Ismael Soares Machado e equipe: Thiago Araújo e Wilson Levy | Venceu                           |

## Controvérsias
Em 10 de julho de 2013, o Diário do Pará publicou em sua capa imagens de um hospital em más condições como sendo da Santa Casa de Misericórdia de Belém. Algumas horas depois, descobriu-se que, na realidade, as fotos publicadas registravam um hospital em Honduras. No dia seguinte, o periódico reconheceu o erro, publicando um editorial com pedido de desculpas.